# Coppa Italia Lega Nazionale Pallacanestro
La Coppa Italia Lega Nazionale Pallacanestro è una competizione ufficiale cestistica italiana istituita nel 1998 e organizzata da tale data fino al 2013 dalla Lega Nazionale Pallacanestro e, a seguire, dalla Nuova LNP.
Al 2017 è suddivisa in due categorie: per squadre di Serie A2 e di Serie B. Dal 2016 è prevista una fase finale a 8 squadre per la serie A2 (le prime quattro al termine del girone di andata dei due gironi in cui è strutturato il torneo) e per la serie B (le due al termine del girone di andata dei quattro gironi in cui è strutturato il torneo).
Dal 2013-14 integra e sostituisce la soppressa Coppa Italia di Legadue e fino al 2016 era prevista anche una manifestazione per le squadre di Serie C.

## Albo d'oro
| Edizione             | Albo d'oro vincitori                    | Albo d'oro vincitori                    | Albo d'oro vincitori                    |
| -------------------- | --------------------------------------- | --------------------------------------- | --------------------------------------- |
| Serie B d'Eccellenza |                                         |                                         |                                         |
| 1998                 | Pall. Roseto                            | Pall. Roseto                            | Pall. Roseto                            |
| 1999                 | B.C. Ferrara                            | B.C. Ferrara                            | B.C. Ferrara                            |
| 2000                 | B.C. Ferrara                            | B.C. Ferrara                            | B.C. Ferrara                            |
| 2001                 | Pall. Pavia                             | Pall. Pavia                             | Pall. Pavia                             |
| 2002                 | S.C. Gira Ozzano                        | S.C. Gira Ozzano                        | S.C. Gira Ozzano                        |
|                      | Serie B d'Eccellenza                    | Serie B2                                | Serie C1                                |
| 2003                 | Fulgor Forlì                            | Casalpusterlengo                        | Basket Aprilia                          |
| 2004                 | Nuova A.M.G. Sebastiani Basket Rieti    | Silver P. Torres                        | Pallacanestro Rovereto                  |
| 2005                 | Junior Casale                           | Gragnano Basket                         | Aquila Trento                           |
| 2006                 | V.L. Pesaro                             | Robur Varese                            | Cestistica Bernalda                     |
| 2007                 | Casalpusterlengo                        | Empolese                                | Bassano                                 |
| 2008                 | Virtus Siena                            | JesoloSandonà                           | Budrio                                  |
|                      | Serie A Dilettanti                      | Serie B Dilettanti                      | Serie C Dilettanti                      |
| 2009                 | Casalpusterlengo                        | G.S. Riva                               | U.C. Piacentina                         |
| 2010                 | Fortitudo Bologna                       | PMS Basketball                          | Orlandina                               |
| 2011                 | Virtus Siena                            | Robur Varese                            | S.C. Montecatini                        |
|                      | Divisione Nazionale A                   | Divisione Nazionale B                   | Divisione Nazionale C                   |
| 2012                 | Fulgor Omegna                           | Fortitudo Agrigento                     | Pall. Trapani                           |
| 2013                 | Lago Maggiore                           | Basket Ravenna                          | Team Basket Montichiari                 |
|                      | Divisione Nazionale A Gold / Silver     | Divisione Nazionale B                   | Divisione Nazionale C                   |
| 2014                 | Pall. Biella                            | Latina Basket                           | LUISS Roma                              |
|                      | Serie A2                                | Serie B                                 | Serie C                                 |
| 2015                 | Scaligera Verona                        | Team Basket Montichiari                 | Basket Scauri                           |
|                      | Serie A2                                | Serie B                                 | Serie C Gold                            |
| 2016                 | Scafati Basket                          | Pall. Forlì 2.015                       | Vis Nova Roma                           |
|                      | Serie A2                                | Serie B                                 | Serie B                                 |
| 2017                 | Virtus Bologna                          | Cuore Napoli                            | Cuore Napoli                            |
| 2018                 | Derthona Basket                         | Fulgor Omegna                           | Fulgor Omegna                           |
| 2019                 | Universo Treviso                        | Fulgor Omegna                           | Fulgor Omegna                           |
| 2020                 | Non disputata per l'emergenza sanitaria | Non disputata per l'emergenza sanitaria | Non disputata per l'emergenza sanitaria |
| 2021                 | Napoli Basket                           | Bakery Piacenza                         | Bakery Piacenza                         |
| 2022                 | Amici Pall. Udinese                     | Pall. Roseto                            | Pall. Roseto                            |
| 2023                 | Vanoli Cremona                          | G.M. OrziBasket                         | G.M. OrziBasket                         |
| 2024                 | Pall. Forlì 2.015                       | Herons Montecatini                      | Herons Montecatini                      |
| 2025                 | Pall. Cantù                             | Pall. Montecatini                       | Pall. Montecatini                       |

## Risultati

### B d'Eccellenza - A Dil. - DNA - A2
| Edizione | Sede                                    | Vincitore                               | Finalista                               | Risultato                               |
| 1998     | Biella                                  | Pall. Roseto                            | Pall. Biella                            | 85-76                                   |
| 1999     | Ferrara                                 | B.C. Ferrara                            | Ants Bk Viterbo                         | 97-66                                   |
| 2000     | Capo d'Orlando                          | B.C. Ferrara                            | Orlandina                               | 75-71                                   |
| 2001     | Pavia                                   | Pall. Pavia                             | Virtus Rieti                            | 72-62                                   |
| 2002     | Teramo                                  | S.C. Gira Ozzano                        | Teramo Basket                           | 73-69                                   |
| 2003     | Montecatini Terme                       | Fulgor L. Forlì                         | S.C. Montecatini                        | 78-73                                   |
| 2004     | Rieti                                   | Nuova A.M.G. Sebastiani Basket Rieti    | Castelletto Ticino                      | 95-86                                   |
| 2005     | Casale Monferrato                       | Junior Casale                           | Lumezzane                               | 79-67                                   |
| 2006     | Pesaro                                  | V.L. Pesaro                             | Triboldi                                | 73-66                                   |
| 2007     | Milano                                  | Casalpusterlengo                        | N.B. Brindisi                           | 72-61                                   |
| 2008     | Milano                                  | Virtus Siena                            | Basket Trapani                          | 88-73                                   |
| 2009     | Forlì                                   | Casalpusterlengo                        | Fulgor L. Forlì                         | 81-70                                   |
| 2010     | Foligno                                 | Fortitudo Bologna                       | Fulgor L. Forlì                         | 74-67                                   |
| 2011     | Montecatini Terme                       | Virtus Siena                            | Aquila Trento                           | 66-57                                   |
| 2012     | Legnano                                 | Fulgor Omegna                           | PMS Torino                              | 57-52                                   |
| 2013     | Cecina                                  | Lago Maggiore                           | Olimpia Matera                          | 69-57                                   |
| 2014     | Rimini Fiera                            | Pall. Biella                            | Aquila Trento                           | 100-94                                  |
| 2015     | Rimini Fiera                            | Scaligera Verona                        | Basket Ferentino                        | 91-86                                   |
| 2016     | Rimini Fiera                            | Scafati Basket                          | Mantova                                 | 72-62                                   |
| 2017     | Bologna                                 | Virtus Bologna                          | Pall. Biella                            | 69-68                                   |
| 2018     | Jesi                                    | Derthona Basket                         | Basket Ravenna                          | 89-57                                   |
| 2019     | Porto San Giorgio                       | Universo Treviso                        | Fortitudo Bologna                       | 84-75                                   |
| 2020     | Non disputata per l'emergenza sanitaria | Non disputata per l'emergenza sanitaria | Non disputata per l'emergenza sanitaria | Non disputata per l'emergenza sanitaria |
| 2021     | Cervia                                  | Napoli Basket                           | Amici Pall. Udinese                     | 80-69                                   |
| 2022     | Roseto degli Abruzzi                    | Amici Pall. Udinese                     | Pall. Cantù                             | 74-55                                   |
| 2023     | Busto Arsizio                           | Vanoli Cremona                          | Benedetto XIV Cento                     | 65-60                                   |
| 2024     | Roma                                    | Pall. Forlì 2.015                       | Fortitudo Bologna                       | 61-51                                   |
| 2025     | Bologna                                 | Pall. Cantù                             | UEB Cividale                            | 74-57                                   |

### B Dil. - DNB - B
| Edizione | Sede                                    | Vincitore                               | Finalista                               | Risultato                               |
| 2003     | Montecatini Terme                       | Casalpusterlengo                        | Veroli Basket                           | 96-90                                   |
| 2004     | Rieti                                   | Silver P. Torres                        | Forti e Liberi Monza                    | 67-60                                   |
| 2005     | Casale Monferrato                       | Gragnano Basket                         | Reyer Venezia                           | 97-80                                   |
| 2006     | Pesaro                                  | Robur Varese                            | Corno di Rosazzo                        | 76-74                                   |
| 2007     | Milano                                  | Empolese                                | Pall. Roseto                            | 83-73                                   |
| 2008     | Milano                                  | JesoloSandonà                           | Palestrina                              | 79-56                                   |
| 2009     | San Severo                              | G.S. Riva                               | Perugia Basket                          | 69-66                                   |
| 2010     | Foligno                                 | PMS Basketball                          | Recanati                                | 74-64                                   |
| 2011     | Montecatini Terme                       | Robur Varese                            | Pall. Chieti                            | 67-56                                   |
| 2012     | Legnano                                 | Fortitudo Agrigento                     | Kleb Ferrara                            | 73-58                                   |
| 2013     | Cecina                                  | Basket Ravenna                          | Legnano Basket                          | 85-65                                   |
| 2014     | Rimini Fiera                            | Latina Basket                           | Legnano Basket                          | 71-69                                   |
| 2015     | Rimini Fiera                            | Team Basket Montichiari                 | Basket Agropoli                         | 94-83                                   |
| 2016     | Rimini Fiera                            | Pall. Forlì 2.015                       | Eurobasket Roma                         | 78-64                                   |
| 2017     | Bologna - Ozzano                        | Cuore Basket Napoli                     | G.M. OrziBasket                         | 60-58                                   |
| 2018     | Fabriano - Jesi                         | Fulgor Omegna                           | Benedetto XIV Cento                     | 55-51                                   |
| 2019     | Porto San Giorgio - Porto Sant'Elpidio  | Fulgor Omegna                           | Tigers Cesena                           | 82-71                                   |
| 2020     | Non disputata per l'emergenza sanitaria | Non disputata per l'emergenza sanitaria | Non disputata per l'emergenza sanitaria | Non disputata per l'emergenza sanitaria |
| 2021     | Rimini - Cervia                         | Bakery Piacenza                         | Real Sebastiani Rieti                   | 69-66                                   |
| 2022     | Roseto degli Abruzzi                    | Pall. Roseto                            | UEB Cividale                            | 69-65                                   |
| 2023     | Busto Arsizio                           | G.M. OrziBasket                         | Real Sebastiani Rieti                   | 66-45                                   |
| 2024     | Roma                                    | Herons Montecatini                      | Libertas Livorno 1947                   | 74-62                                   |
| 2025     | Bologna                                 | Pall. Montecatini                       | Pall. Roseto                            | 71-64                                   |

### C Dil. - DNC - C - C Gold
| Edizione | Sede              | Vincitore               | Finalista               | Risultato |
| 2003     | Montecatini Terme | Aprilia                 | Corno di Rosazzo        | 102-93    |
| 2004     | Rieti             | Pallacanestro Rovereto  | Olimpia Melfi           | 80-75     |
| 2005     | Casale Monferrato | Aquila Trento           | Basket Ferentino        | 77-68     |
| 2006     | Pesaro            | Cestistica Bernalda     | Salus Bologna           | 86-83     |
| 2007     | Milano            | Bassano                 | Libertas Pescara        | 76-75     |
| 2008     | Milano            | Budrio                  | Alba Adriatica          | 72-64     |
| 2009     | Potenza           | U.C. Piacentina         | Empolese                | 85-66     |
| 2010     | Foligno           | Orlandina               | S.B. Cavriago           | 69-67     |
| 2011     | Montecatini Terme | RB Montecatini          | Tower Owls Cremona      | 78-50     |
| 2012     | Legnano           | Pall. Trapani           | Benedetto XIV Cento     | 67-59     |
| 2013     | Cecina            | Team Basket Montichiari | B.C. Lorenzo Zanni Lugo | 67-59     |
| 2014     | Rimini Fiera      | LUISS Roma              | Basket Campli           | 85-63     |
| 2015     | Rimini Fiera      | Basket Scauri           | San Severo              | 69-67     |
| 2016     | Rimini Fiera      | Vis Nova Roma           | Tarcento Basket         | 62-49     |